# هارولد بي ستيرن
هارولد بي ستيرن (بالإنجليزية: Harold P. Stern)‏ هو مؤرخ الفن ومؤرخ أمريكي، ولد في 3 مايو 1922، وتوفي في 3 أبريل 1977.